# Carlos Chávez (piłkarz)
Carlos Chávez – piłkarz urugwajski.
Jako piłkarz klubu Liverpool Montevideo był w kadrze reprezentacji podczas turnieju Copa América 1956, gdzie Urugwaj zdobył tytuł mistrza Ameryki Południowej. Chávez nie zagrał w żadnym meczu.
Nadal jako gracz klubu Liverpool był w kadrze reprezentacji podczas ekwadorskiego turnieju Copa América 1959, gdzie Urugwaj również zdobył tytuł mistrza Ameryki Południowej. I tym razem Chávez ani razu nie wyszedł na boisko.